# Maruim
Maruim est une municipalité brésilienne située dans l'État du Sergipe.